# Buck Grove
Buck Grove és una població dels Estats Units a l'estat d'Iowa. Segons el cens del 2000 tenia 49 habitants.

## Demografia
Segons el cens del 2000, Buck Grove tenia 49 habitants, 20 habitatges, i 13 famílies. La densitat de població era de 51,1 habitants per km².
Dels 20 habitatges en un 25% hi vivien nens de menys de 18 anys, en un 60% hi vivien parelles casades, en un 5% dones solteres, i en un 35% no eren unitats familiars. En el 30% dels habitatges hi vivien persones soles el 15% de les quals corresponia a persones de 65 anys o més que vivien soles. El nombre mitjà de persones vivint en cada habitatge era de 2,45 i el nombre mitjà de persones que vivien en cada família era de 2,77.
Per edats la població es repartia de la següent manera: un 20,4% tenia menys de 18 anys, un 6,1% entre 18 i 24, un 34,7% entre 25 i 44, un 28,6% de 45 a 60 i un 10,2% 65 anys o més.
L'edat mediana era de 42 anys. Per cada 100 dones de 18 o més anys hi havia 116,7 homes.
La renda mediana per habitatge era de 25.417 $ i la renda mediana per família de 38.750 $. Els homes tenien una renda mediana de 23.906 $ mentre que les dones 18.750 $. La renda per capita de la població era de 14.492 $. Cap de les famílies i el 10% de la població estaven per davall del llindar de pobresa.

## Poblacions més properes
El següent diagrama mostra les poblacions més properes.